# Ciudad Astur
Ciudad Astur es el sintagma utilizado por Fermín Rodríguez Gutiérrez, catedrático de Geografía de la Universidad de Oviedo, y Manuel Carrero de Roa, investigador-colaborador del Centro
de Cooperación y Desarrollo Territorial (CeCodet) de la Universidad de Oviedo, para reconocer oficialmente el área metropolitana de Asturias como un área metropolitana policéntrica. 
El proyecto no ha sido llevado a cabo aún, pues muchos dudan de la conveniencia de llamar "ciudad" al centro de Asturias, ya que no presenta homogeneidad urbana, dado que en realidad la mayor parte de esta área corresponde a terreno rural, no urbanizado e incluso forestal.
El término ha sido aceptado de forma no oficial y puede verse en publicaciones como libros de texto.